# Josep Maria Miquel i Vergés

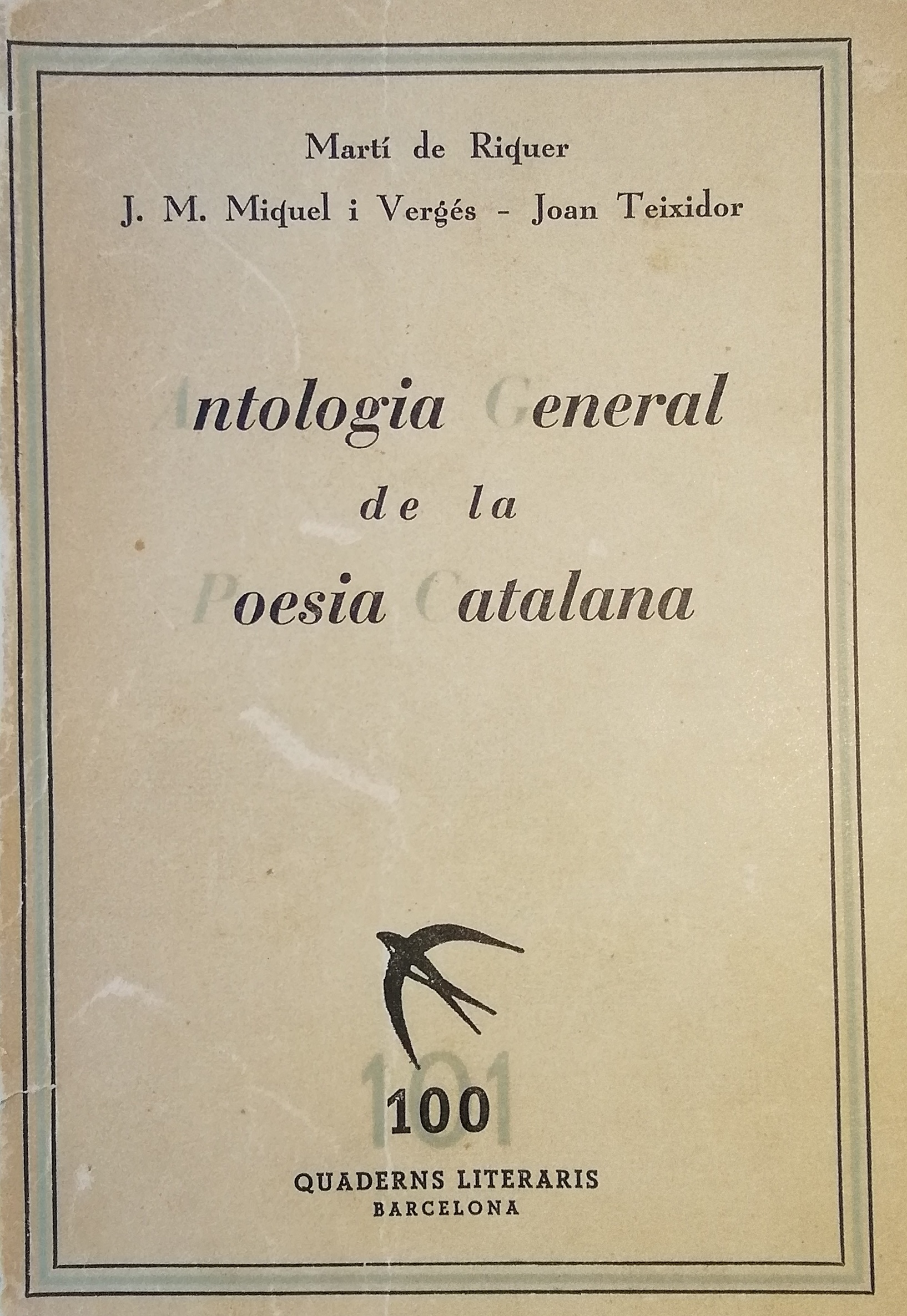
Antologia General de la Poesia Catalana, publicada l'any 1936 juntament amb Martí de Riquer i Joan Teixidor, dins la col·lecció Quaderns Literaris

Josep Maria Miquel i Vergés (Arenys de Mar, Maresme, 1903 - Coyoacán, Mèxic, 1964) fou un escriptor i historiador, especialitzat en la Renaixença catalana i en la història de Mèxic.

## Biografia
De família benestant, estudià amb el mestre Jacint Arxer i després a les Escoles Pies d'Olot, on Joan Garganta li desvetllà la vocació literària. Als 16 anys entrà a formar part de la Joventut Nacionalista i al cap de tres anys passà a Acció Catalana, grup més radical. Després estudià filosofia i lletres a la Universitat de Barcelona, on es llicencià. En aquesta mateixa època, fou un dels fundadors del Club Natació Arenys, ja que era un gran nedador.
Pel que fa als treballs literaris cal destacar Cançons d'Estiu (aplec de 32 poemes), i diverses obres de teatre. A partir del 1930 col·laborà amb la revista Arenys i Sa Comarca i començà a estudiar l'època de la decadència i la Renaixença catalana. Amb Lluís Ferran de Pol, fundà la revista Oreig  (1932), òrgan local d'Accio Catalana, i també col·laborà amb La Publicitat, la Revista de Catalunya i Salobre.
Feu de secretari als X Jocs Florals de l'Ateneu Arenyenc, en un jurat on figuraven Joaquim Ruyra i Oms, Carles Riba, Lluís Bertran i Mn. Josep Palomer i Alsina. Tingué cura de l'edició de Joaquim Maria Bartrina i d'Aixemús, Antologia General de la Poesia Catalana. També publicà un estudi sobre la premsa catalana del segle xix.
En esclatar la guerra civil espanyola intervingué, amb l'abbé Dupont, en el salvament del Retaule Major de l'església de Santa Maria d'Arenys i es preocupà de la seguretat de molts arenyencs. Del 1937 al 1939, fou secretari del conseller de Justícia de la Generalitat de Catalunya, Pere Bosch i Gimpera. En acabar la guerra s'exilià a Mèxic, on investigà personatges locals. Començà a escriure en castellà però recordant amb enyorança Catalunya i Arenys de Mar. Mai no deixà de celebrar les tradicions catalanes i arenyenques.
Col·laborà en revistes catalanes i mexicanes i fundà el Full Català, Pont Blau, Xaloc, La Nostra Revista i Quaderns de l'exili, amb Lluís Ferran de Pol i d'altres. Guanyà l'Englantina als Jocs Florals celebrats a Mèxic amb La veu del vianant (1942), i la Flor Natural, amb Quatre sonets (1957).
Doctorat en lletres per la Universidad Autónoma de México, publicà diversos estudis i novel·les. Amb tot, per poder viure hagué de muntar un taller d'enquadernació. Morí a Coyoacán, el 1964 sense poder tornar a Arenys de Mar. El 1996, fou nomenat fill predilecte i l'Ajuntament d'Arenys de Mar, a petició de Josep Montmany i Vidal, recuperà dues obres inèdites Giratomb de Vida i Un deliri de Mar.

## Obres
- El preu del silenci (1929)
- Antologia General de la Poesia Catalana (1936), Barcelona: Quaderns Literaris
- La premsa catalana del vuit-cents (1937)
- La independencia de México i la prensa insurgente (1941)
- Els primers romàntics dels països de llengua catalana (1944)
- Escritos inéditos de Fray Servando Teresa de Mier (1944)
- Mina, el español frente a España (1945)
- El general Prim en España y en México (1949)
- La diplomacia española en México 1822-1823 (1956)
- Diccionario de insurgentes (1969), sobre els 2.300 mexicans que lluitaren per la independència de Mèxic, entre ells alguns catalans

Poemes presentats als Jocs Florals de Barcelona
- Les Tres Amors (1928)[3]
- El Pom madur (1928)[4]
- El Bon Caçador (1928)[5]
- L'estrella Pia (1928)[6]
- La Vall Serena (1928)[7]
- Gebra i boira (1928)[8]
- El vell pastor (1928)[9]
- Invocació (1929)[10]
- Les hores callades de la Vall (1929)[11]
- Quina és la clara lluisor d'estel... (1929)[12]
- El Pom Madur (1929)[13]
- L'ànsia feconda del desig pregon (1929)[14]